# Chiesa di San Nicola (Bortigiadas)
La chiesa di San Nicola di Bari è un luogo di culto che si trova a Bortigiadas, in via Parrocchia 1. Edificata e consacrata al culto cattolico nel 1607, è sede dell'omonima parrocchia e fa parte della diocesi di Tempio-Ampurias.
L'edificio consta di una singola navata coperta a botte, sostenuta da tre arcate al di sotto delle quali si affacciano cinque cappelle: due sul lato destro e tre su quello sinistro. Una parete a destra dell'altare espone un San Nicola e san Lucifero difensori della divina maternità, dipinto datato fine 1600 e sottoposto a recente restauro.
La facciata, eseguita con cantoni in granito a vista, è segnata da quattro paraste fra le quali si aprono tre porte. Quella principale, al centro, è sormontata da un ampio finestrone centinato decorato con vetrate artistiche. Spicca al di sopra una grande croce in granito.
Verso la parte posteriore dell'edificio, alla destra dell'abside, s'innalza la torre campanaria con il grande orologio.

## Galleria d'immagini

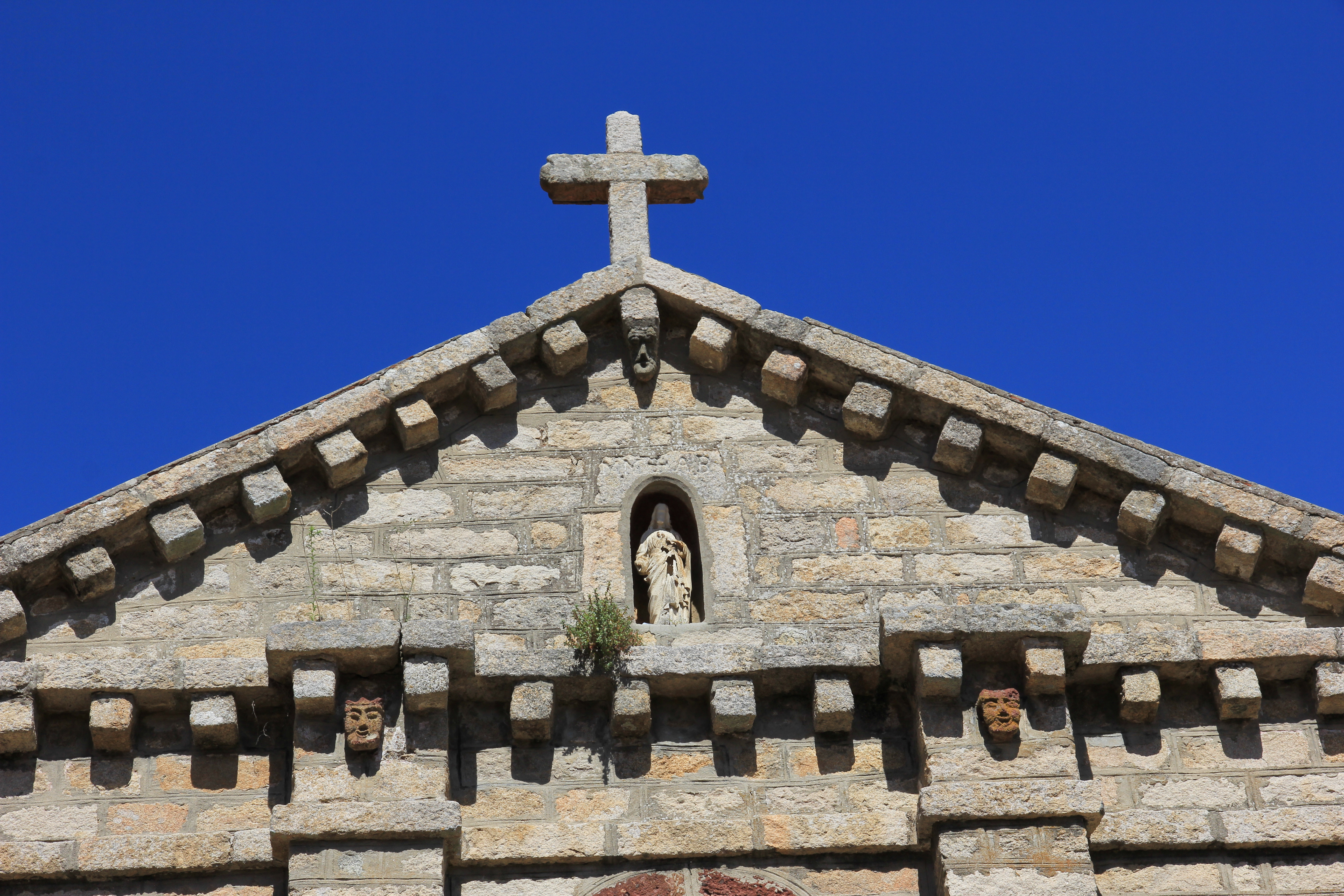
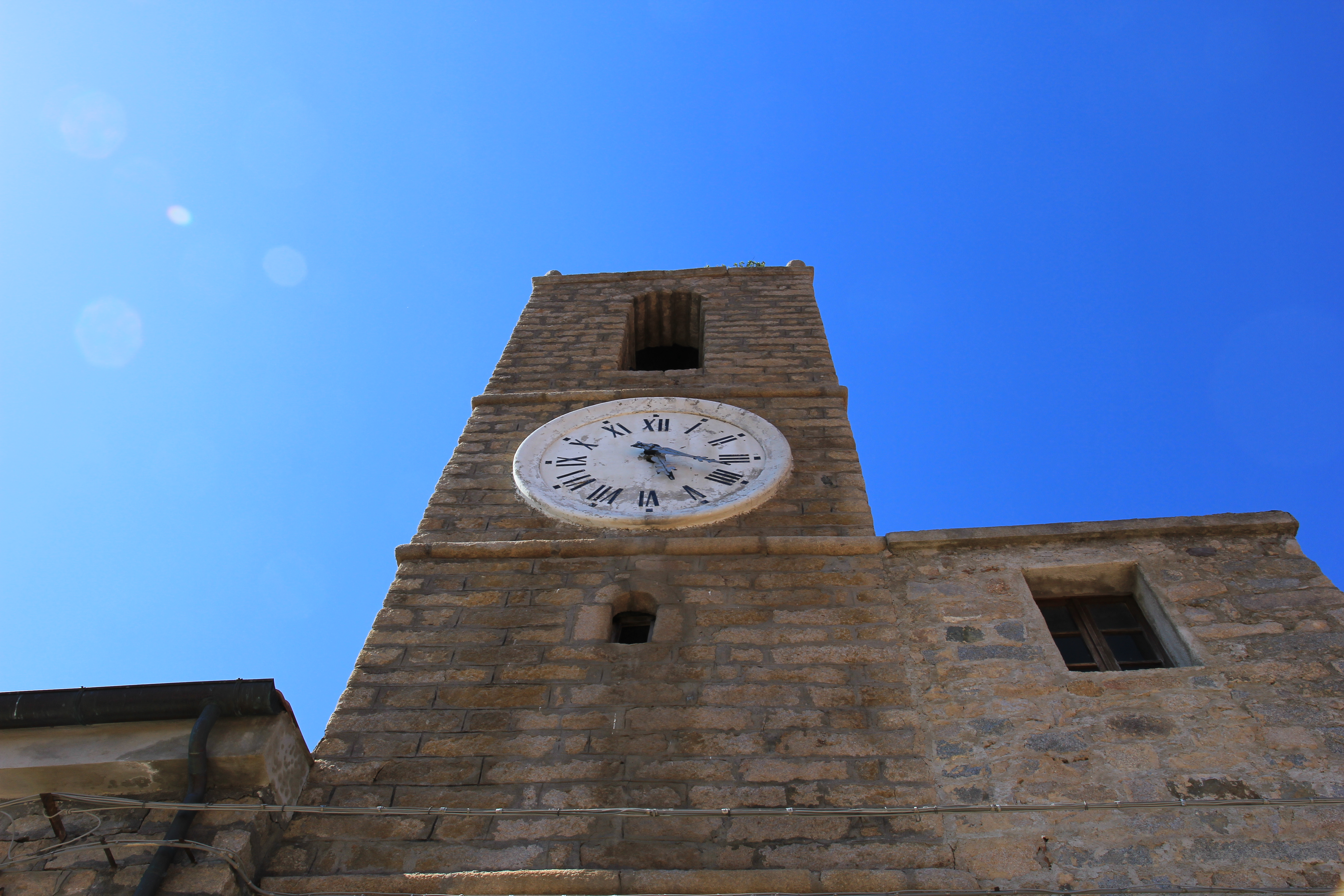
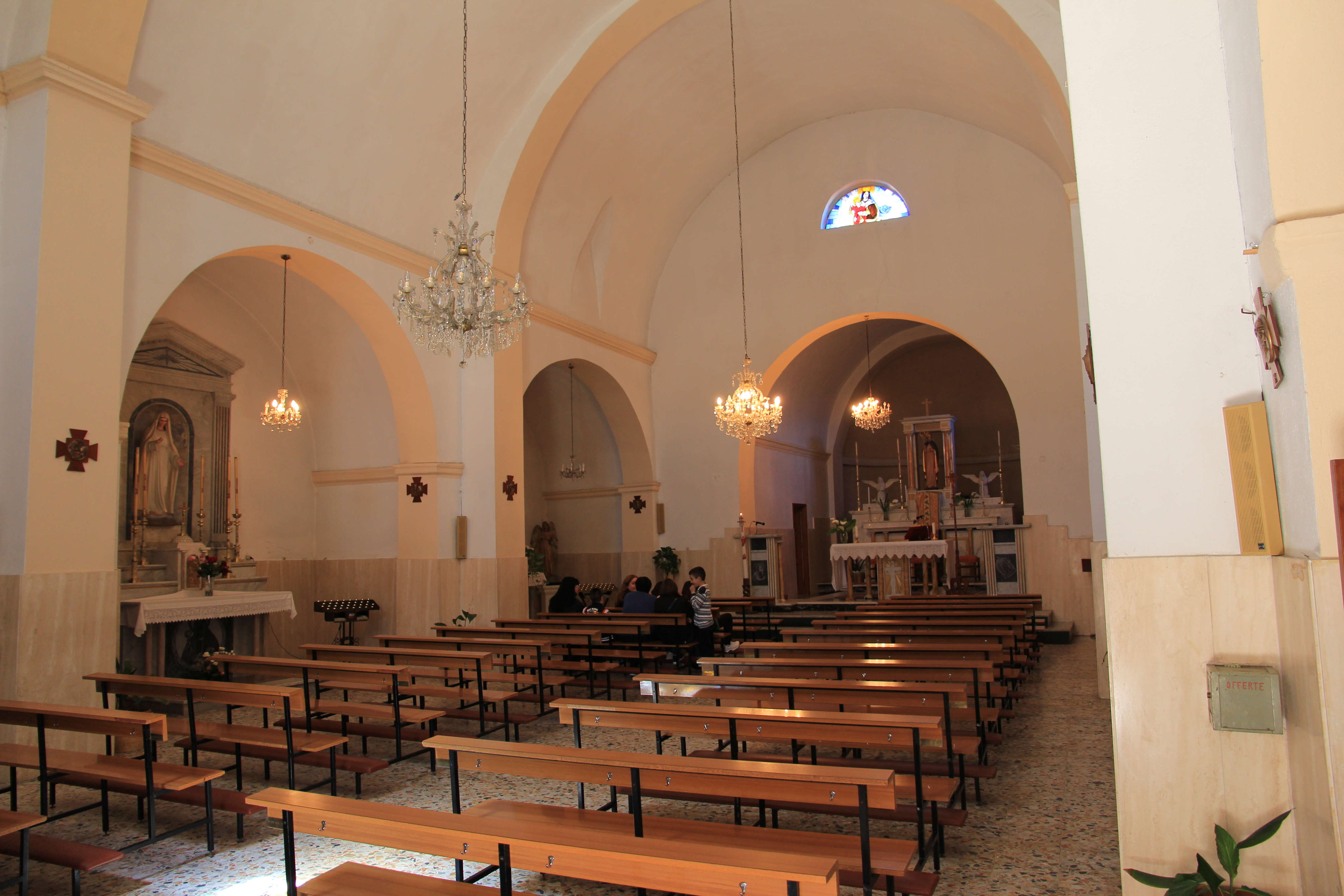
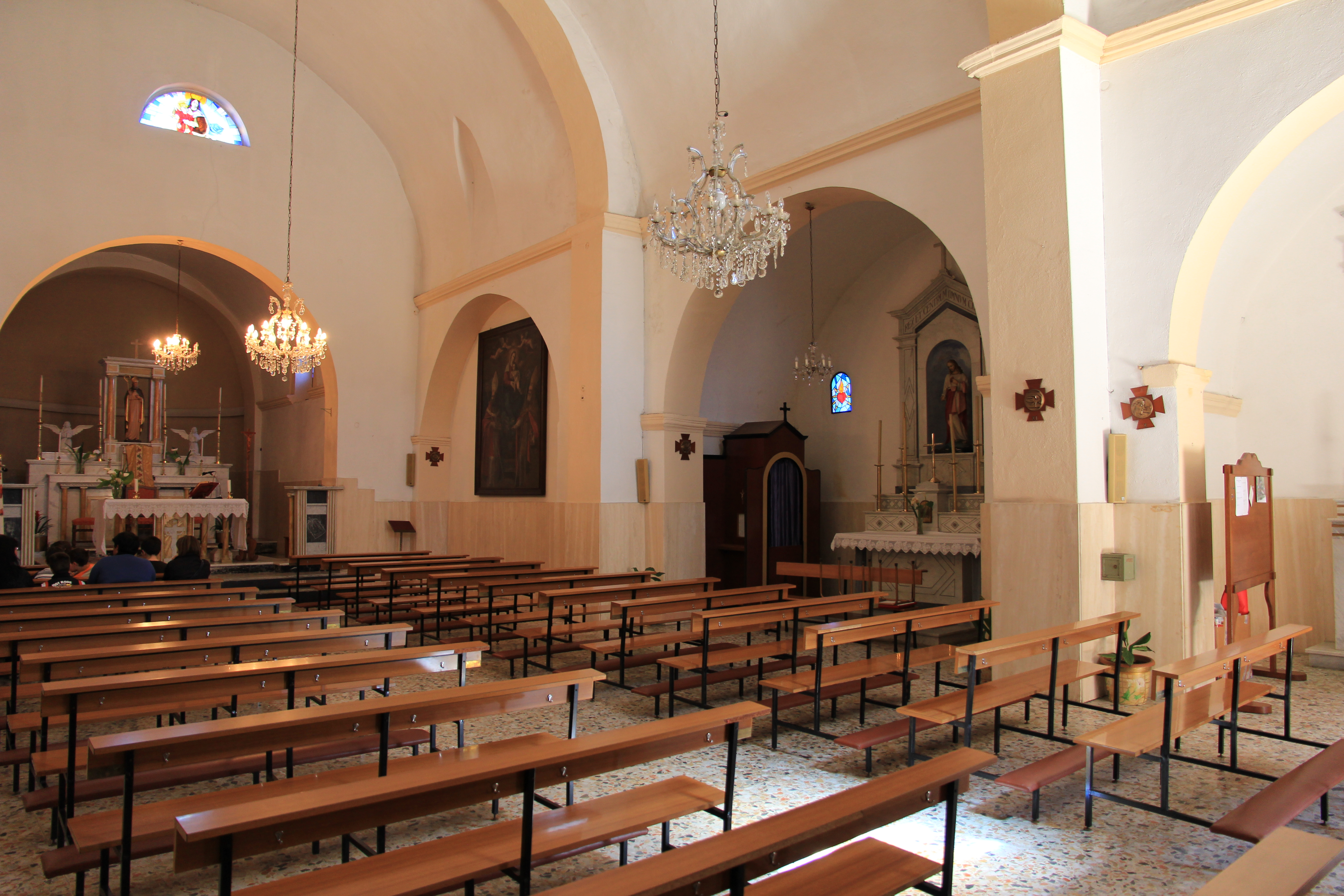